# Жофія Самоші
Жофія Самоші (угор. Zsófia Szamosi; нар. 12 серпня 1977, Будапешт, Угорська Народна Республіка) — угорська акторка театру і кіно. 

## Фільмографія
- Лора (2007)
- Один день (2018)
- Пластикове небо (2023)